# Plaisance (Vienne)
Plaisance è un comune francese di 163 abitanti situato nel dipartimento della Vienne nella regione della Nuova Aquitania.

## Società

### Evoluzione demografica
Abitanti censiti